# Ветра зимы
«Ветра́ зимы» (англ. The Winds of Winter) — предстоящий роман в жанре эпического фэнтези за авторством американского писателя Джорджа Р. Р. Мартина, шестая и предпоследняя часть саги «Песнь льда и огня». Точная дата выхода не анонсирована.
Шестой и седьмой сезоны телесериала «Игра престолов» связаны с книгой лишь косвенно, поскольку к этому времени роман не был завершён. В сериале погибли некоторые персонажи, которые на момент событий книги «Ветра зимы» ещё живы. Создатели сериала признаю́т, что подвергли историю значительным изменениям, так что в сериале и книге будут лишь некоторые общие ключевые элементы. 19 февраля 2016 года Джордж Мартин сообщил, что материал из книги «Ветра зимы» не будет использован в последнем сезоне сериала.
28 февраля 2017 года Джордж Мартин написал в своём блоге, что объявит о завершении и сдаче книги за три месяца до её публикации. Не исключено, что книга «Ветра зимы» может стать последней в книжной серии «Песнь льда и огня». Книга «Ветра зимы» не будет разбита на два тома, как это было в случае с «Пиром стервятников» и «Танцем с драконами» и будет больше по объёму чем книги «Буря мечей» и «Танец с драконами».

## Создание и публикация

### 2010-е годы
2014 год
- 29 мая редактор Мартина Анна Гроелл по поводу даты выхода книги заявила следующее: «Я только могу сказать, что Джорджу предстоит тяжелая работа, и мы надеемся на то, что книга скоро выйдет»[16][17].
- В июле Джордж Мартин заявил, что не будет выступать сценаристом в пятом сезоне телесериала, так как ему нужно сосредоточиться на написании «Ветров зимы»[18].
- Джейн Джонсон, редактор книг Мартина в английском издательстве HarperCollins в интервью The Guardian в марте сказала, что никакой планируемой даты выхода книги ещё нет, и что роман следует ожидать не ранее 2015 года. Позже она же назвала слухи о планируемом выходе книги весной 2015 года «выдачей желаемого за действительное»[19][20].
- 20 ноября Джордж Мартин сообщил о том, как обстоят дела с «Ветрами зимы»: «Я все ещё где-то в середине книги, так что у меня ещё есть время, чтобы написать сцены, в которых они умрут»[21].

2015 год
- В январе Джонсон сообщила, что в планах издательства на 2015 год «Ветра зимы» не значатся. Предполагалось, что книга выйдет в 2016 году[22][23].
- В апреле в интервью Entertainment Weekly Джордж Мартин заявил, что намерен завершить «Ветра зимы» до начала шестого сезона сериала «Игра престолов»[24].

2016 год
- В январе Мартин объявил, что не сможет завершить книгу до начала показа 6 сезона[25], начиная с которого сериал по сюжету опережает книжный цикл[26].
- В конце января Джордж Мартин обсудил с создателями сериала сюжетные линии седьмого сезона[27][28].
- 12 февраля в своем блоге Мартин написал, что не будет сценаристом одной из десяти серий седьмого сезона (как в 5 и 6 сезонах) и не будет писать сценарии до тех пор, пока не допишет книгу «Ветра зимы»[29][30].
- 27 апреля Джордж Мартин написал в блоге, что некоторые персонажи, умершие в сериале, могут остаться в живых в книгах, а если и умрут, то не обязательно так же, как в сериале[31].
- 10 мая после публикации спойлерной главы Джордж Мартин в своем ЖЖ написал, что книга ещё не готова[32].

2017 год
- 22 июля Мартин написал в своём ЖЖ, что пишет параллельно две книги: «Ветра зимы» и «Пламя и кровь», из-за чего надеется выпустить роман в 2018 году[33].

2018 год
- 15 февраля было подтверждено, что Мартин не собирается выпускать книгу в 2018 году, поскольку выход первого тома «Пламени и крови» состоится в ноябре 2018 года[34]. Релиз книги, по обещанию автора, состоится в 2019 году[35].
- 25 апреля Джордж Мартин в своём ЖЖ подтвердил, что книга «Ветра зимы» выйдет в 2019 году[36].

2019 год
- 6 марта после выхода трейлера к финальному сезону сериала Мартин сообщил, что книга выйдет после завершения сериала[37].
- 13 мая Мартин заявил, что «Ветра зимы» до сих пор не закончены, а следующую книгу он не начнёт, пока не закончит эту[38].
- 21 мая после выхода финала сериала Джордж Мартин подтвердил, что объём рукописного текста будет составлять примерно 1500 страниц[39][40].
- 22 мая Мартин написал в блоге, что надеется появиться летом 2020 года в Новой Зеландии на Worldcon с готовой книгой[41].

### 2020-е годы
2020 год
- 19 января в газете Die Welt Мартин подтвердил, что продолжает работать над книгой, а также сказал, что концовки саги и сериала могут быть частично отличными друг от друга[42].

2021 год
- В феврале 2021 года Мартин заявлял, что в 2020 году он написал «сотни и сотни страниц», и что это был самый продуктивный год в отношении написания «Ветров зимы», но нужно написать ещё сотни страниц; он надеялся закончить работу в 2021 году[43].

2022 год
- В апреле 2022 года Мартин сообщил, что работа над книгой снова продвигается медленно, но уверен, что скоро её закончит. Основное время уделит редактированию и сокращению романа[44].
- В октябре 2022 года Мартин закончил 75 % книги. По словам автора, это будет самая продолжительная книга во всей серии[45][46].
- В декабре 2022 года Мартин заявил, что написано уже 1100—1200 страниц, добавив, что осталось написать ещё около 400—500[47].

2023 год
- В ноябре 2023 года Мартин признался, что за год почти не продвинулся в написании «Ветров зимы». Мартин не скрыл недовольства сложившейся ситуацией: «я уже 12 лет задерживаюсь с этим чёртовым романом,» — и отметил, что ему следовало разделить произведение на несколько коротких частей, но так как «Ветра зимы» уже сложились, как огромная книга на несколько тысяч страниц, фанатам придётся подождать до завершения его работы[48].

2024 год
- В июле 2024 года Мартин написал в блоге, что скоро встретится со своими британскими издателями. Однако он предостерег, что это не является признаком завершения романа: «Когда „Ветра зимы“ будут закончены, новость не просочится, будет большое объявление… где и когда, я не могу сказать».
- В сентябре Джордж Мартин рассказал, что за год написал всего несколько страниц романа и значительную часть его времени занимало производство сериалов, а после поездки в Европу он подхватил коронавирус. Состояние автора также подкосила смерть его давнего друга и коллеги — писателя Говарда Уолдропа[англ.]. Дата выхода романа остаётся неизвестной.

## Особенности композиции
Как и в предыдущих книгах серии, повествование в романе ведётся от третьего лица, с точки зрения разных персонажей, при этом присутствуют несколько непересекающихся сюжетных линий.
- Книга также является продолжением четвёртой книги («Пир стервятников»), так как в пятой книге («Танец с драконами») отсутствовали Санса Старк (Алейна Стоун) и Эйрон Мокроголовый. В пятом романе появлялись Бриенна Тарт, Сэмвелл Тарли и Арианна Мартелл, однако не в качестве ПОВов,[49] а как второстепенные персонажи. Изначально главы этих ПОВов должны были присутствовать в книге «Танец с драконами», однако позднее были перенесены в шестую книгу цикла «Песнь Льда и Огня», которая называется «Ветра зимы». Также в этой книге ПОВами точно будут Теон Грейджой, Виктарион Грейджой, Барристан Селми, Тирион Ланнистер, Арья Старк, Арео Хотах, Серсея Ланнистер, Аша Грейджой, Дейенерис Таргариен, Давос Сиворт, Джон Коннингтон, Джейме Ланнистер, Мелисандра и Бран Старк[50][51][52]. Джон Сноу появится в книге в качестве ПОВа на Севере[53]. Джордж Мартин не намерен вводить в книгу новых ПОВов[54], за исключением двух глав книги — Пролога и Эпилога. Таким образом ПОВы, выжившие в конце книги «Танец с драконами» появятся в книге[55][56][57].
- Действие в книге начнётся с завершения клиффхэнгеров: битва в Миэрине, война на Севере, поединок в Королевской Гавани, решающий судьбу Серсеи Ланнистер. Также Джордж Р. Р. Мартин сообщил, что в книге вернутся Иные. Возможно, в книге раскроется тайна происхождения Джона Сноу[58]. По словам Джорджа Мартина, Бессердечная сыграет важную роль в книге[59][60][61][62].
- Помимо Бессердечной и Джейн Вестерлинг из второстепенных персонажей также появятся Куэйта, Эурон Грейджой, Рикон Старк и Джейни Пуль.[63][64] Джордж Мартин заявлял, что некоторые из опубликованных спойлерных глав данной книги будут переписаны.[65]